# أولغا ساكاسا
أولغا ساكاسا (بالإسبانية: Olga María Sacasa Cruz)‏ هي دراجة نيكاراغوية، ولدت في 17 يونيو 1961 في نيكاراغوا.

## وصلات خارجية
- أولغا ساكاسا على موقع إحصائيات الدراجات الإحترافية (الإنجليزية)
- أولغا ساكاسا على موقع أوليمبيديا (الإنجليزية)